# Daniel Givens
Daniel Givens (...) è un musicista statunitense.

## Biografia
Givens si appassionò di musica grazie alla sua famiglia: suo padre era infatti uso frequentare il jazz degli anni sessanta, la madre gli fece conoscere il soul, mentre il fratello maggiore faceva il disc jockey. Studiò fotografia e cinema, diresse alcuni cortometraggi, e fece il disc jockey nelle gallerie d'arte. Nel 2000 esordì con il disco Age, album che concilia dub, trip hop e post-rock, e una sua traccia apparve nella compilation The Wire Tapper, Vol. 5. Nel corso della sua carriera, Givens collaborò con i Tortoise, Tricky, Femi Kuti e Gil Scott-Heron, e diresse alcuni cortometraggi.

## Discografia

### Album in studio
- 2000 – Age
- 2005 – Dayclear & First Dark
- 2008 – Egress

### Extended play
- 2002 – The Ideas of Space
- 2003 – Freedom's Myth